# Andrzej Dydyński
Andrzej (Jędrzej) Dydyński (Dedyński, Dedeński) herbu Gozdawa (zm. w 1704 roku) – wojski przemyski w latach 1695–1703, sędzia kapturowy ziemi przemyskiej w 1696 roku.
Poseł na sejm pacyfikacyjny 1699 z województwa ruskiego.
Jego żoną została córka Tomasza Leszczyńskiego.